# Eotetranychus hondurensis
Eotetranychus hondurensis är en spindeldjursart som beskrevs av Baker och Pritchard 1962. Eotetranychus hondurensis ingår i släktet Eotetranychus och familjen Tetranychidae. Inga underarter finns listade i Catalogue of Life.